# 回:Song of the Sirens ~Apple

《回:Song of the Sirens ~Apple》是韓國女子音樂組合GFRIEND的第二張日語數位單曲，由Source Music製作，於2020年10月21日推出，主打歌為〈Apple Japanese〉。